# Chó Spaniel

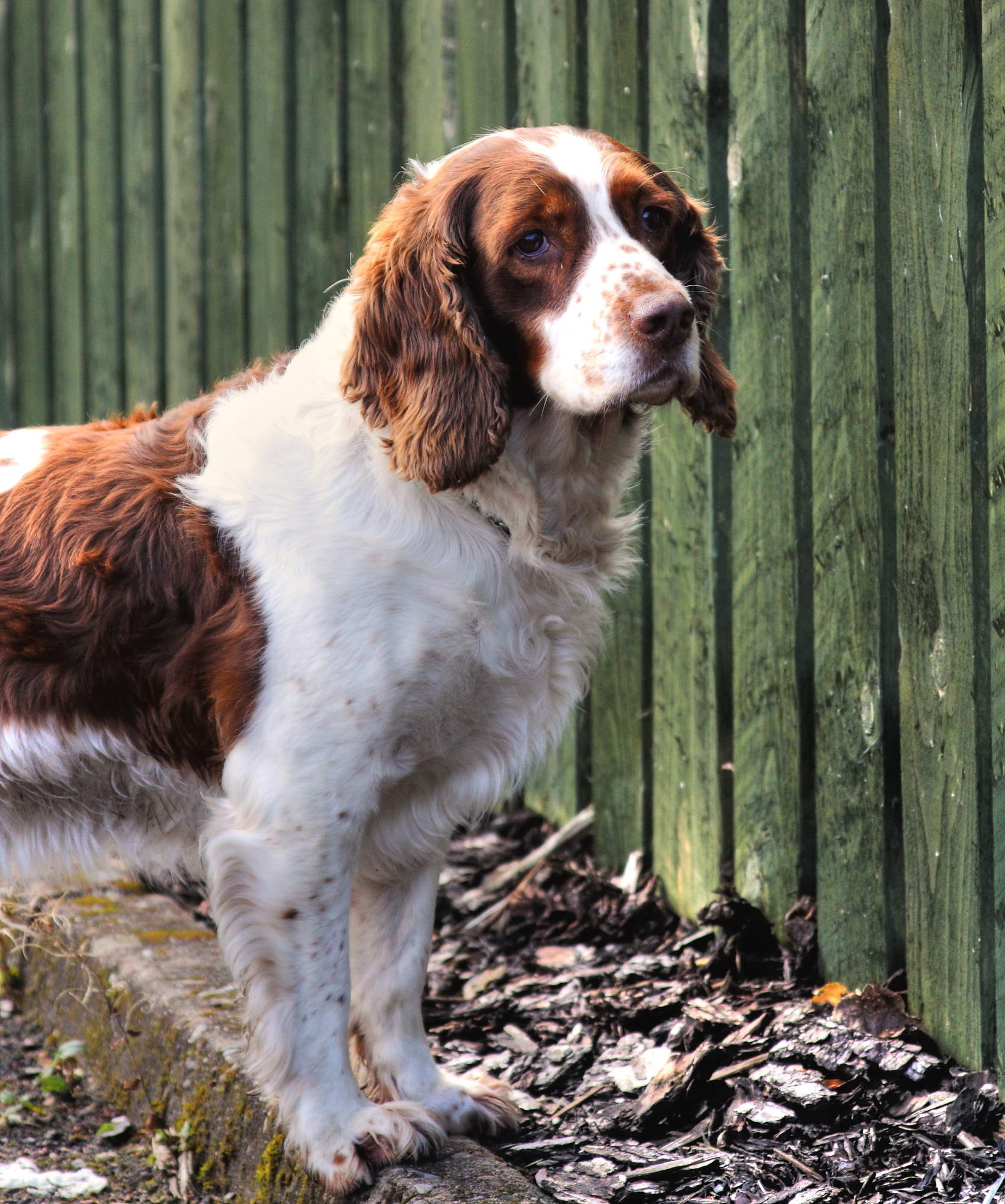
Một con chó Tây Ban Nha

Chó Spaniel là một nhóm các giống chó tai dài, lông rậm có xuất xứ từ Tây Ban Nha và thường thuộc nhóm chó săn theo thể loại chó tha mồi. 

## Thuật ngữ
Chó Spaniel hay gọi là chó Tây Ban Nha do từ "Spaniel" (phát âm tiếng Việt: Span-nhơn), từ này có nghĩa là “chó Tây Ban Nha”, từ này nguyên gốc là espaigneul trong tiếng Pháp hay espagnol trong tiếng Tây Ban Nha. Từ chó Tây Ban Nha là một từ dùng để mô tả chung về một chủng loại chó. Mặc dù còn có những bằng chứng cho thấy, giống chó này có cả ở Pháp và Thụy Sĩ, nhưng chúng vẫn được coi là một giống chó của Tây Ban Nha.
Có nguồn gốc ban đầu từ các giống chó săn và tha mồi của Tây Ban Nha, chúng được mang tới Anh Quốc theo những chuyến hàng, như những món quà tặng hoặc được mang theo những người chủ. Như vậy, những con chó có tên “Spaniel” có nghĩa là “chó Tây Ban Nha”. Chúng là thành viên của đại gia đình Spaniel, một nhóm rất lớn gồm rất nhiều giống chó săn đến từ Tây Ban Nha. Đến thế kỷ 19, các giống chó thành viên của Spaniel được chia thành hai nhóm là nhóm chó nhỏ (kích thước nhỏ/toy thường nuôi làm chó kiểng) và chó săn lớn. Chó săn Spaniel lại được chia làm hai loại là săn trên cạn và dưới nước (chó nước).

## Lịch sử

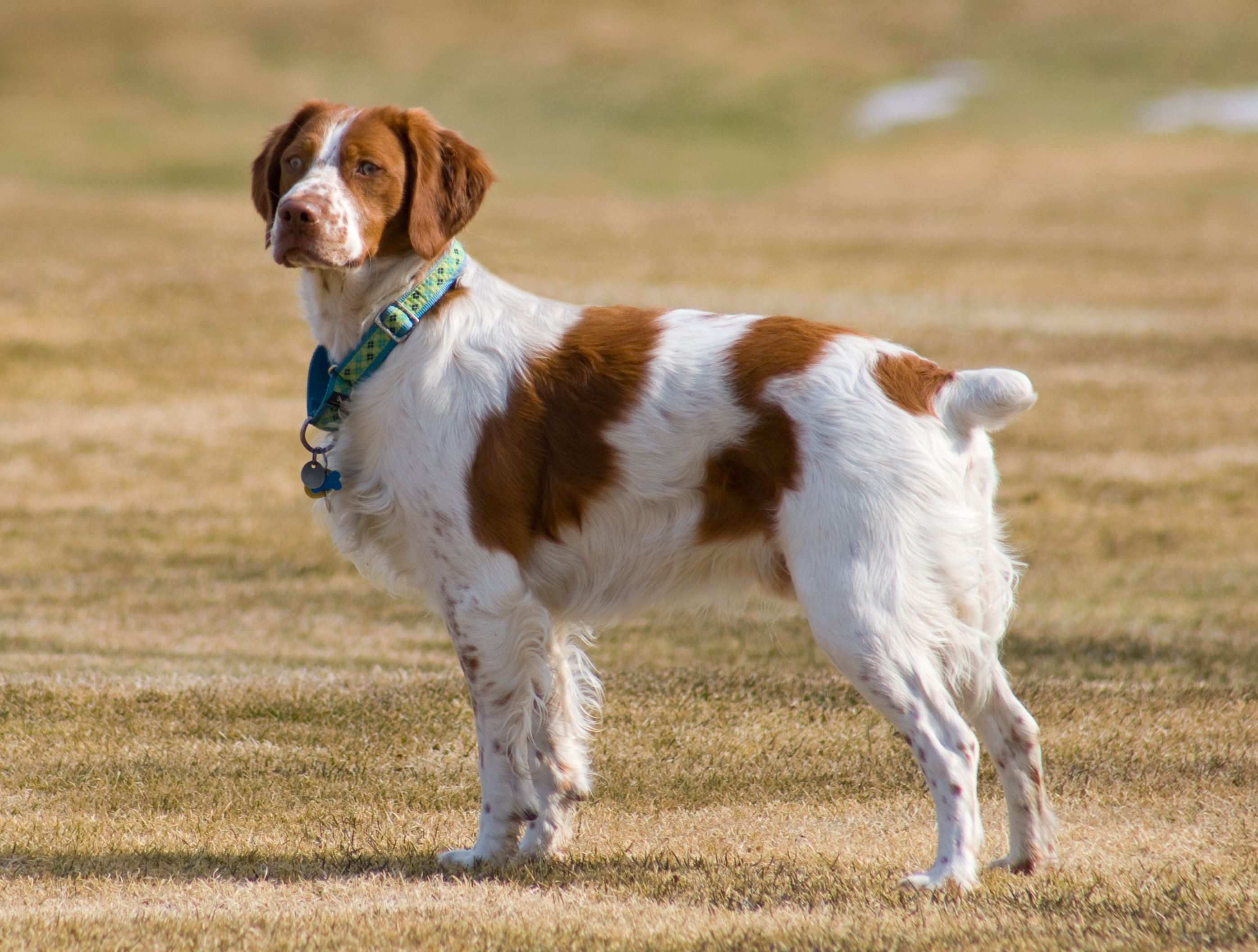
Brittany Spaniel

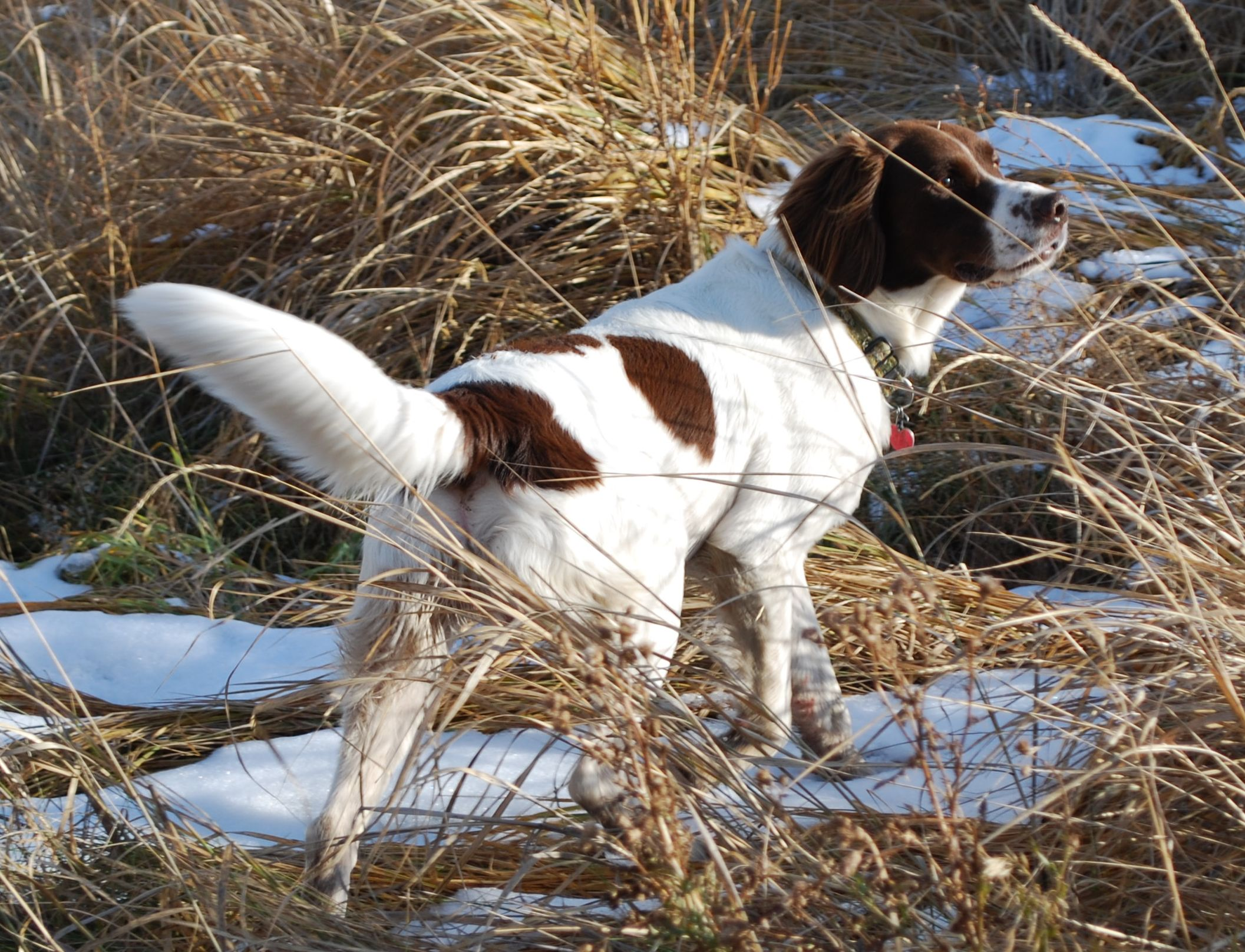
Drentsche Patrijshond

Ở nước Anh, chúng được dùng để đi săn trong những lãnh địa bạt ngàn của giới quý tộc và sau đó được phát triển theo những phân loài khác nhau cho các mục đích riêng. Ở thời điểm đó, gần như không có đặc điểm phân biệt các giống chó Tây Ban Nha với nhau mà người ta chỉ xếp chúng vào cùng một loại là chó Tây Ban Nha. Tại Tây Ban Nha, người ta đã thấy chúng xuất hiện từ thế kỷ thứ 14 và thường được dùng để đi săn. Giống chó này có thể dùng để đi săn trong rừng bằng cách đánh hơi, chỉ cho người chủ những con mồi đang ẩn nấp đâu đó, lùa chim ra khỏi bụi cây, lùa vịt và ngỗng trời ở những vùng đầm lầy. Chúng được sử dụng nhiều nhất là để lùa các giống chim trời khi đi săn ở vùng đầm lầy, lùa các con chim trong bụi ra bãi trống trên đồng cỏ hoặc trong rừng nên nó được gắn cho cái tên là “chó chim/cocker”.
Ngoài ra, chúng cũng còn được dùng để đánh hơi săn tìm hươu, nai, thỏ rừng và các động vật khác trong những cuộc săn vào mùa xuân. Đến thế kỷ thứ 16, các giống chó này vẫn được gộp chung làm một nhưng được sử dụng khác nhau. Tiêu chí phân loại ban đầu rất đơn giản: đó là cân nặng. Ngay từ khi mới sinh ra, người chủ nuôi đã xác định con chó con sẽ được dùng vào việc gì. Yếu tố quyết định là thể hình và tầm vóc dự kiến của nó sau này, cũng như tố chất thể lực và trí lực của con chó, cũng như loại hình đi săn mà người chủ dự kiến sẽ cho con chó tham gia. Sau đó, người ta đã có sự phân loại tương đối: 
- Những con chó to (cân nặng trên 25 cân Anh) để đi săn trên đồng cỏ và đầm lầy rộng lớn được gọi là Springer spaniel
- Những con nhỏ (cân nặng nhẹ hơn 25 cân Anh) dùng để săn chim, gà rừng trong các khu rừng rậm được gọi là Cocker spaniel.

Giống chó English Cocker Spaniel là một trong những giống chó nhỏ nhất dùng trong môn thể thao đi săn (giống chó nhỏ nhất là giống chó American Cocker Spaniel, một giống chó có cùng nguồn gốc với English Cocker Spaniel. English Cocker Spaniel được mang tới Mỹ và Canada và thế kỷ 19 và được tiếp tục nuôi để sử dụng cho các mục đích đi săn tương tự ở Âu châu, nhưng cách phân loại và phát triển chúng thì lại bắt đầu đi theo một con đường mới). Cho đến năm 1892 thì giống chó Cocker Spaniel được Hội nuôi chó Vương quốc Anh (Great Britain) ghi nhận là một giống chó tách biệt với giống Springer Spaniel.
Và vào năm 1940, Hội nuôi chó Vương quốc Anh tiếp tục công nhận riêng hai giống chó American Cocker spaniel và English Cocker spaniel. Câu lạc bộ chó Cocker Spaniel của nước Anh (England) được thành lập năm 1902, trong khi đó câu lạc chó Cocker Spaniel Mỹ được thành lập từ năm 1881. Giống chó Cocker Spaniel trở thành rất phổ biến ở Mỹ và Canada vì môn săn bắn các loài chim trên những vùng đầm lầy và đồng cỏ rộng lớn ở Bắc Mỹ rất được ưa chuộng, và giống chó này thì lại rất phù hợp với mục đích của những người thợ săn, cũng như họ có thể dễ dàn mang theo chúng bên người, và cả vì tính cách của chúng với mọi người.

## Tại Mỹ
Giống chó cocker rất thân thiện, vui vẻ, đáng yêu và không hay cáu bẳn nên rất phù hợp để nuôi trong gia đình và làm bạn với những người cô đơn. Vào khoảng từ năm 1920 đến 1930 đã diễn ra một chuyển biến mà người ta gọi là Mỹ hoá giống chó English Cocker Spaniel. Theo đó, những người nuôi đã cải tạo hình dáng theo cách làm cho đầu chó nhỏ gọn lại, chiều cao thấp xuống từ 1 đến 2 inch (khoảng 2,5 đến 5 cm) và cân nặng cũng giảm đi tương ứng, trong khi đó, bộ lông lại hướng tới kiểu dài hơn, óng mượt và mềm mại hơn. Những con chó Cocker Spaniel đã được Mỹ hoá trở nên rất phù hợp làm vật nuôi trong nhà nhưng lại kém hơn khi đi săn.
Những cải tiến này đã dẫn đến mâu thuẫn, và những người muốn giữ lại phong cách Ăng lê cho giống chó này đã thành lập ra Câu lạc bộ chó English Cocker Spaniel của Mỹ và năm 1935, và thống nhất giữ nguyên hình dạng, không cho lai giống với dòng chó đã bị “Mỹ hoá” đang rất phổ biến. Tiếp đó, họ yêu cầu Hội nuôi chó Mỹ công nhận là giống chó riêng biệt, nhưng hai giống chó này vẫn được coi là một, vẫn tham gia chung trong các cuộc thi và đến năm 1946, Hội nuôi chó Mỹ mới công nhận 2 giống chó này là khác biệt, và gọi tên là “English” Cocker Spaniel và American Cocker Spaniel. Giống chó English Cocker Spaniel tiếp tục được nuôi làm chó săn, làm bạn, làm vật nuôi trong nhà của người, cũng như nuôi để tham gia thi chó đẹp, thi kỹ năng, làm chó nghiệp vụ đánh hơi và tìm kiếm. Trong khi đó, giống chó American Cocker spaniel thì chủ yếu chỉ còn dùng để nuôi làm cảnh, thay vì nuôi làm chó săn như tổ tiên của chúng. 

## Các giống
Từ những giống chó ban đầu, người ta đã phát triển tiếp thành nhiều giống chó “spaniel” khác nhau, và cho đến nay, có các giống chó “Spaniel” đã được công nhận gồm:
- English Cocker Spaniel (Spaniel Anh)
- English Springer Spaniel
- Field spaniel
- American Cocker Spaniel
- Welsh springer Spaniel
- Sussex Spaniel
- Clumber Spaniel
- American Water spaniel
- Irish water spaniel
- Brittany Spaniel
- Cavalier King Charles Spaniel
- King charles spaniel
- Chó cảnh Tây Tạng (Tibetan Spaniel)
- Chó bướm (Spaniel Sóc)
- Chó Spaniel Nga